# Chrysococcyx klaas
El cuclillo de Klaas o cuco de Klaas (Chrysococcyx klaas) es una especie de ave cuculiforme de la familia Cuculidae de amplia distribución por casi todo el África subsahariana. Fue nombrado por el explorador y biólogo francés François Le Vaillant que le dio el nombre de su sirviente khoikhoi.

## Descripción
El cuclillo de Klaas mide entre 16–18 cm de largo. La especie presenta gran dimorfismo sexual. Los machos tienen las partes superiores de color verde brillante, con algunas motas claras, y las partes inferiores blancas. Mientras que las hembras tienen las partes superiores del cuerpo de un color un pardo broncíneo, las alas oliváceas y las partes inferiores de color crema ligeramente listadas. Tanto los machos como las hembras tienen una mancha postocular blanca.